# Reprezentacja Bośni i Hercegowiny na Mistrzostwach Świata w Narciarstwie Klasycznym 2011
Reprezentacja Bośni i Hercegowiny na Mistrzostwach Świata w Narciarstwie Klasycznym 2011 liczy 1 sportowca.

## Medale

### Złote medale
Brak

### Srebrne medale
Brak

### Brązowe medale
Brak

## Wyniki

### Biegi narciarskie mężczyzn
Sprint
- Mladen Plakalović - odpadł w kwalifikacjach